# クケス県
クケス県（アルバニア語: Rrethi i Kukësit、英語: Kukës District）は、アルバニアのクケス州に位置する、アルバニアの県。クカス県、ククス県とも呼ばれる。
クケス県は、コソボ（国連の決議12 - 45） － アルバニア間の境界に位置するため戦略的に重要である。クケス県の古い都市は、1978年にダムが決壊したために水の下にある。ジャリツァ・エ・ルメス山、コリトニク山がある。